# إبراهام توريس نيلو
إبراهام توريس نيلو (بالإسبانية: Abraham Torres Nilo)‏ هو لاعب كرة قدم مكسيكي في مركز الدفاع، ولد في 13 أغسطس 1992 في ليون في المكسيك. لعب مع نادي كوريكامينوس ‏.